# Hrvatski odbojkaški savez
Hrvatski odbojkaški savez (HOS) krovna je organizacija za odbojku u Hrvatskoj. Savez je zadužen za promicanje, razvoj i nadzor odbojke u Hrvatskoj, što uključuje i organizaciju nacionalnih reprezentacija za muškarce i žene. Organiziran je kroz 14 županijskih odbojkaških saveza. Dugo organizira međunarodna prvenstva u Hrvatskoj. Najviši rang natjecanja zove se Superliga. Neki od klubova Superlige su OK Ribola Kaštela, MOK Mursa – Osijek, MOK Marsonia Slavonski Brod, MOK Rijeka, OK Rovinj, OK Sisak, OK Split i dr.

## Povijest
Sama odbojka u Hrvatsku je stigla 1924. godine zahvaljujući Amerikancu Williamu Wailandu, časniku Crvenog križa, koji je u Splitu i Zagrebu držao predavanja o pravilima igre. Prva odbojka igrala se u vojnim barakama, a kasnije se proširila među stanovništvom. Savez je osnovan 1946. godine u Zagrebu te je iste godine osnovana Savezna liga za muškarce, a 1950. slijedila je Savezna liga za žene. Savez je član Međunarodne odbojkaške federacije (FIVB-a) od 21. srpnja 1992. i Europske odbojkaške konfederacije (CEV-a).

## Rezultati
Najveći uspjesi ženskih i muških nacionalnih timova kroz povijest:
- 1. mjesto Svjetski Grand Prix – 2016.
- 1. mjesto Svjetski Grand Prix – 2014.
- 1. mjesto Europska liga – 2013.
- 1. mjesto Mediteranske igre – 2013.
- 1. mjesto Mediteranske igre – 2009.
- 1. mjesto Europska liga – 2006.
- 1. mjesto Mediteranske igre – 1997.
- 1. mjesto Europsko prvenstvo – 1997.
- 1. mjesto Europsko prvenstvo – 1995.
- 1. mjesto Mediteranske igre – 1993.